# 蒙古獨立史
蒙古獨立運動在清朝滅亡，中華民國建立之際的1911年開始成為現實。原外蒙古地區成功建立大蒙古國，後來改組為蒙古人民共和國，並成為聯合國成員國；此期間蒙古人在「泛蒙古主義」構想下還發起了一系列獨立建國運動；但內蒙古地區則持續受到中國統治，未成功立國，現今仍有內蒙古獨立運動存在。

## 概論
曾經建立蒙古帝國的蒙古族在北元滅亡後長期處於內亂狀態，在滿族勢力興起後，東蒙古與滿洲結盟，隨著清朝建立並統治中國，其它各部也被先後被其征服。在清朝滅亡之際，泛蒙古主義興起。在「中華民族」的思想下，蒙古族被中華民國當成是中華民族的一部份，但是這個思想並不被所有蒙古人所接受。
中國學者在討論蒙古獨立運動時，主要著重於外蒙古獨立，而少討論內蒙古的相關運動，也較著重於俄國等外在勢力影響。蒙古國學者則多將蒙古視為整體民族，強調蒙古人民主動追求獨立的意願。

## 歷史

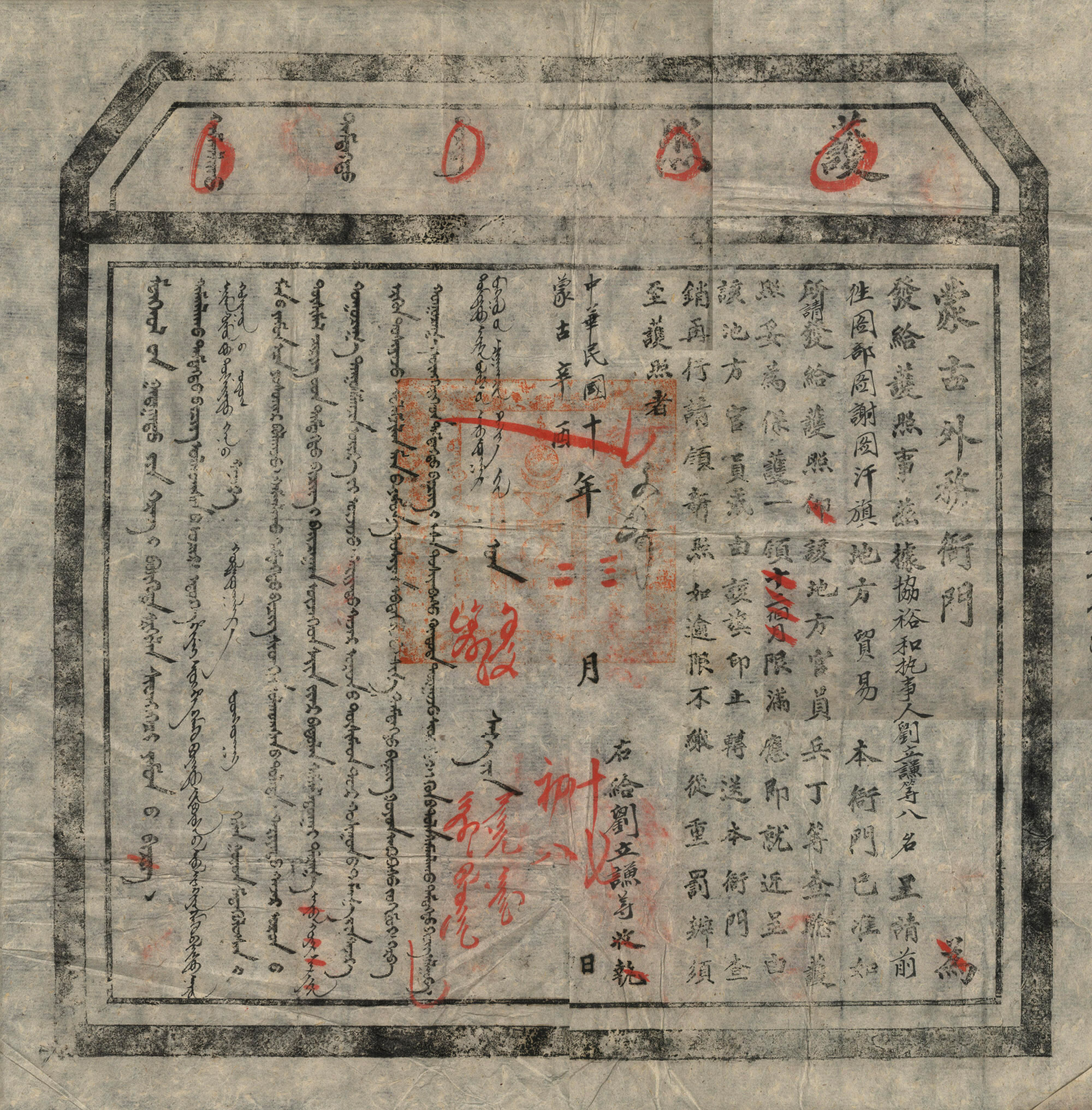
蒙古外务衙门在1921年给华商的护照

19世紀末20世紀初，隨著清朝的衰敗和所謂的“新政”，對蒙古盟旗的壓迫日深，一些蒙古貴族開始尋求脫離清朝，蒙古獨立運動興起。
1911年漢地發生辛亥革命的同時，以土谢图汗部為首的王公和喇嘛，宣布脫離清朝統治，在庫倫建立“共戴蒙古国”（史称博克多汗國），驅逐庫倫辦事大臣三多。內蒙古則仍然由清朝以及之後的中華民國政府控制。為實現蒙古統一，博克多汗國曾乘機向內蒙古出兵。
1915年，中國、蒙古與俄國三方會談，簽定《中俄蒙协约》，中國政府以承認俄國在蒙古的各項特權，換取俄國承認中國對蒙古有宗主權。
1919年，徐樹錚出兵外蒙，宣布外蒙撤治，中華民國短暫佔領外蒙古。後因北洋軍軍紀敗壞等諸多因素，恩琴率領俄國白軍攻佔外蒙古，中國軍隊撤出，不久外蒙古又為俄國紅軍所佔領。
1921年蒙古人民革命黨在蘇俄紅軍的幫助下建立「人民革命政權」，1924年第八世哲布尊丹巴呼圖克圖圓寂後，宣布廢除君主立憲制，成立蒙古人民共和國，定都庫倫，並改城名為烏蘭巴托。1945年10月20日蒙古在當局的控制下進行外蒙古獨立公民投票，計票顯示100%的有效投票認為蒙古人民共和國是主權獨立國家。1946年1月5日，中華民國確認公投結果，承认外蒙古獨立。1961年，蒙古人民共和國成為聯合國成員國。

## 相關歷史事件年表
- 1911年10月辛亥革命爆發。同年12月1日，在喀尔喀四部支持下，库伦成立临时政府，12月29日博克多汗登基成为大蒙古国皇帝，宣布成立獨立自主的主權國家，而清廷與中華民國北京政府均未承認此次單方面獨立。
- 1912年2月12日，清朝宣統帝退位詔書宣布中華民國為其繼承政權：「總期人民安堵，海宇乂安，仍合滿、漢、蒙、回、藏五族完全領土為一大中華民國」[3]。随后双方为了争夺内蒙古等地，北洋军和蒙古军队反复交战，史称“牛年之乱”。
- 1912年11月3日，《蒙俄协約》簽訂，蒙俄双方建立了商貿關係[4]，外蒙古政府控制科布多、達里岡崖[5]等地。袁世凱为首的北洋政府要求繼承前朝（清朝）領土。[來源請求]
- 1913年中俄簽訂了《中俄聲明文件》，俄國承認蒙古是中國領土之一部，中國承認蒙古享有自治權。[來源請求]
- 1915年，中俄蒙三方簽訂《恰克圖條約》。條約規定蒙古放棄涉及政治和領土問題的國際法權，民國紀年和蒙古曆法在「自治蒙古」享有同等地位，蒙古保留處理對外貿易和內政的全權，俄國和中國不干涉外蒙古的任何內政和政體問題，確定了「自治蒙古」的劃界。蒙古建立獨立的海關、司法機構、電報體系，郵政按照清代以往的舊例。
- 1919年因俄國內戰爆發，哥薩克撤離蒙古，部分不滿博克多汗統治的蒙古貴族邀請北洋政府派兵，皖系派遣徐樹錚領導新組建的「西北邊防軍」占领外蒙古。
- 1919年11月22日北洋政府大总统徐世昌單方面宣布《恰克圖條約》在撤銷外蒙自治後無效力，改为直接統治。[6]
- 1921年2月俄國白軍將領罗曼·冯·恩琴率部進入蒙古，擊退北洋軍，占领库伦等地[7]。
- 1921年7月，蒙古人民黨率領革命軍擊潰恩琴的部隊，同年秋蘇聯紅軍肃清其残余势力。1921年11月25日蒙古建立了「人民政權」，實行君主立憲制，博克多汗依舊為大蒙古國君主，權力被憲法限制，已無實權[8]。
- 1924年夏，博克多汗圓寂，11月26日蒙古人民大呼拉爾制定《蒙古人民共和国宪法》，宣布大蒙古國結束國號改為蒙古人民共和國。
- 1924年，唐努烏梁海發生反俄運動，蘇俄派兵鎮壓，並將圖瓦人民共和國部分領土「歸還」蒙古人民共和國庫蘇古尔省[9]。
- 1928年蒙古人民革命黨創始人之一的霍爾洛·喬巴山在蒙古當權執政，宣揚共產主義和無神論，建立共產政權，宣佈實行畜牧業集體化，消滅佛教寺院和「人民公敵」。在大鎮壓期間，約有36,000人遭到政治迫害，宗教被禁止，上百座寺院被拆毀。
- 1935年1月24日，日本主張呼倫貝爾之貝爾湖以南的哈爾哈廟，是滿洲國不可分割的一部份，蒙古人民共和國不該派兵屯駐，蘇日爆發第一次邊界衝突[5]。蘇聯、日本、滿洲國、蒙古人民共和國四方代表在哈爾濱爭執不休，衝突延續到隔年12月蘇聯才讓步。
- 1939年再爆發諾門罕戰役。在日本關東軍與蘇聯遠東軍（俄语：1-я Краснознамённая армия (СССР)）的較量中，蒙古人民軍和蘇聯紅軍一起在諾門罕戰役（哈拉哈河战役）中擊敗日軍的侵略。[10]在二戰德蘇戰爭中，蒙古給與了蘇聯極大的經濟支持。
- 1945年8月10日，蒙古对日宣战，蒙古人民軍和蘇聯紅軍一起參與了八月風暴行動，擊潰日本關東軍和駐蒙軍，佔領内蒙古東部和原蒙疆政府统治区。[11]
- 依《中蘇友好同盟條約》後有關外蒙古的外交换文声明之規定，1945年10月20日，蒙古人民共和國舉行獨立公民投票，計票顯示100%的有效投票認為蒙古人民共和國是主權獨立國家。
- 1946年1月5日，中华民国国民政府依據公民投票結果，公告承认外蒙古獨立。[2][12]
- 1947年6月2日發生北塔山事件，蒙古與中國新疆當局在北塔山爆發衝突。8月，中華民國代表蔣廷黻在聯合國安全理事會第186次會議以蘇聯軍機掩護蒙古軍隊侵略為由反對蒙古人民共和國加入聯合國；11月，蘇聯外長葛羅米柯在聯合國政治委員會中遣責中國軍隊軍事入侵蒙古。[5]
- 1949年10月6日，中華人民共和國成立後与蒙古人民共和國建立大使级外交关系。[13]
- 1953年已經撤退到台灣的中華民國在联合国大会推动“控苏案”，随後立法院廢止《中蘇友好同盟條約》，同時單方面撤回對蒙古人民共和國之外交承認。[14]
- 1955年中華民國代表在聯合國安全理事會行使否決權，再次否決蒙古加入聯合國。[15]
- 1961年10月25日，聯合國安理會第971次會議通過聯合國安理會166號決議，建議聯合國大會接受蒙古人民共和國加入聯合國，中華民國代表於表決中棄權。
- 2002年中華民國外交部重新宣告承認蒙古國，[16][17][18]立法院也將「外蒙古」從涉及中國大陸的《兩岸人民關係條例》中刪除。[19]2005年中華民國政府正式廢止涉及蒙古的《盟部旗組織法》。[20]
- 2012年5月21日，中華民國行政院大陸委員會發表新聞稿表示，蒙古（俗称外蒙古）「非我國憲法第4條所稱的『固有之疆域』」，且中华民国对其的外交承认早于目前的《中華民國憲法》。[19]